# Loxodontomys
A Loxodontomys az emlősök (Mammalia) osztályának rágcsálók (Rodentia) rendjébe, ezen belül a hörcsögfélék (Cricetidae) családjába tartozó nem.

## Rendszerezés
A nembe az alábbi 2 faj tartozik:
- Loxodontomys micropus Waterhouse, 1837 - típusfaj
- Loxodontomys pikumche Spotorno, Cofre, Manriquez, Vilina, Marquet, & Walker, 1998